# 東京都立千歳高等学校
東京都立千歳高等学校（とうきょうとりつ ちとせこうとうがっこう）は、かつて東京都世田谷区粕谷三丁目に存在した東京都立高等学校。

## 概要
歴史ある東京都のナンバースクールの一つ、東京府立第十二中學校を前身とする伝統校であった。
明正高等学校全日制課程との統合により芦花高等学校が本校の校地に開校、2002年3月をもって閉校となった。

## 沿革
- 1939年 - 東京府立第十二中学校として設立。赤坂区青山北町にあった青山師範学校の旧校舎（後の青山北町アパート）にて新入学250名で開校（東京府立第十一中学校と同居、翌年同校移転後東京府立第十三中学校入居）[1]。
- 1941年 - 東京府立千歳中学校と改称。世田谷区粕谷町に移転[1]。
- 1943年 - 都制実施により、東京都立千歳中学校となる。
- 1948年 - 学制改革により、東京都立千歳新制高等学校となる。
- 1949年 - 男女共学開始。
- 1950年 - 東京都立千歳高等学校と改称。
- 1952年 - 学区合同選抜制度導入。
- 1967年 - 学校群制度が施行され、千歳丘、松原、明正の各校と25群を組む。
- 1970年 - 学校群改編され、当校と松原高で25群、千歳丘高と明正高で26群となる。
- 1982年 - グループ合同選抜制度に移行、22グループに編成される。
- 1994年 - 単独選抜となる。
- 2000年 - 生徒の募集を停止。
- 2002年3月 - 58期生の卒業をもって閉校。

## 校歌
- 都立千歳中学校「健児の歌」（1944年、旧校歌）作曲：信時潔
- 都立千歳高校校歌（1961年）作曲：中田喜直

## 諸活動
部活動
- ラグビー部は、戦後すぐの第28回全国高校ラグビー大会、第30回同大会に出場したが、いずれも1回戦敗退であった。

## 学校行事
学園祭
例年9月に「千歳祭」の名称で文化祭が開催されていた。

## 交通
京王線 千歳烏山駅 徒歩約13分、小田急小田原線 祖師ヶ谷大蔵駅 徒歩約20分など、バス通学その他、現在の芦花高校と同様である。

## 高校関係者と組織

### 同窓会
同窓会組織の名称は「誠之会」であり、2024年現在も活動している。詳細は#外部リンクを参照。

### 著名な関係者

#### 出身者
- 恩地日出夫（映画監督）
- 花田紀凱（雑誌編集者、元週刊文春編集長）
- 本田靖春（ジャーナリスト）
- 井沢元彦（作家）
- 和田誠（イラストレーター）
- 仲代達矢（俳優 / 定時制課程出身）
- 大宅歩（詩人 / 大宅壮一の子。のち日比谷高へ転校）
- 片岡義男（小説家、エッセイスト）
- 一條和生（経営学者）
- 松永エリック・匡史（音楽家、青山学院大学教授）
- 石原千秋（近代文学研究者）
- 三浦雄一郎（プロスキーヤー)
- 辰濃和男（エッセイスト）
- 珠瑠美（女優、映画監督）
- 加東康一（芸能評論家）
- 園基信（華道家）
- 池広一夫（映画監督）
- 塙義一（日産自動車名誉会長）
- 藤居寛（元帝国ホテル社長）
- 小林哲也（帝国ホテル会長）
- 花形敬（元安藤組大幹部 / のち国士舘中学へ転校）
- 山崎善平（元プロ野球選手）
- 中谷正寛（元陸上幕僚長）
- 斎藤努（元毎日放送アナウンサー）
- 古屋明信（元NHKアナウンサー）
- 平社直樹（デザイナー）
- 山梨崇仁（神奈川県葉山町長）
- 眞仁田勉（東京都副知事）
- 八木康行（元日本マクドナルドホールディングス社長、元リンガーハット社長）
- 今野哲治（俳優）
- 加地健太郎（俳優）
- 堤尚彦（おかやま山陽高野球部監督）

#### 学校長・教職員
- 石渡信一郎（元英語科教諭、古代史家）
- 菱刈隆永（元教頭、日本史家。元国立歴史民俗博物館振興会普及部長）
- 目良誠二（元理科教諭、化学）